# Tachtigers

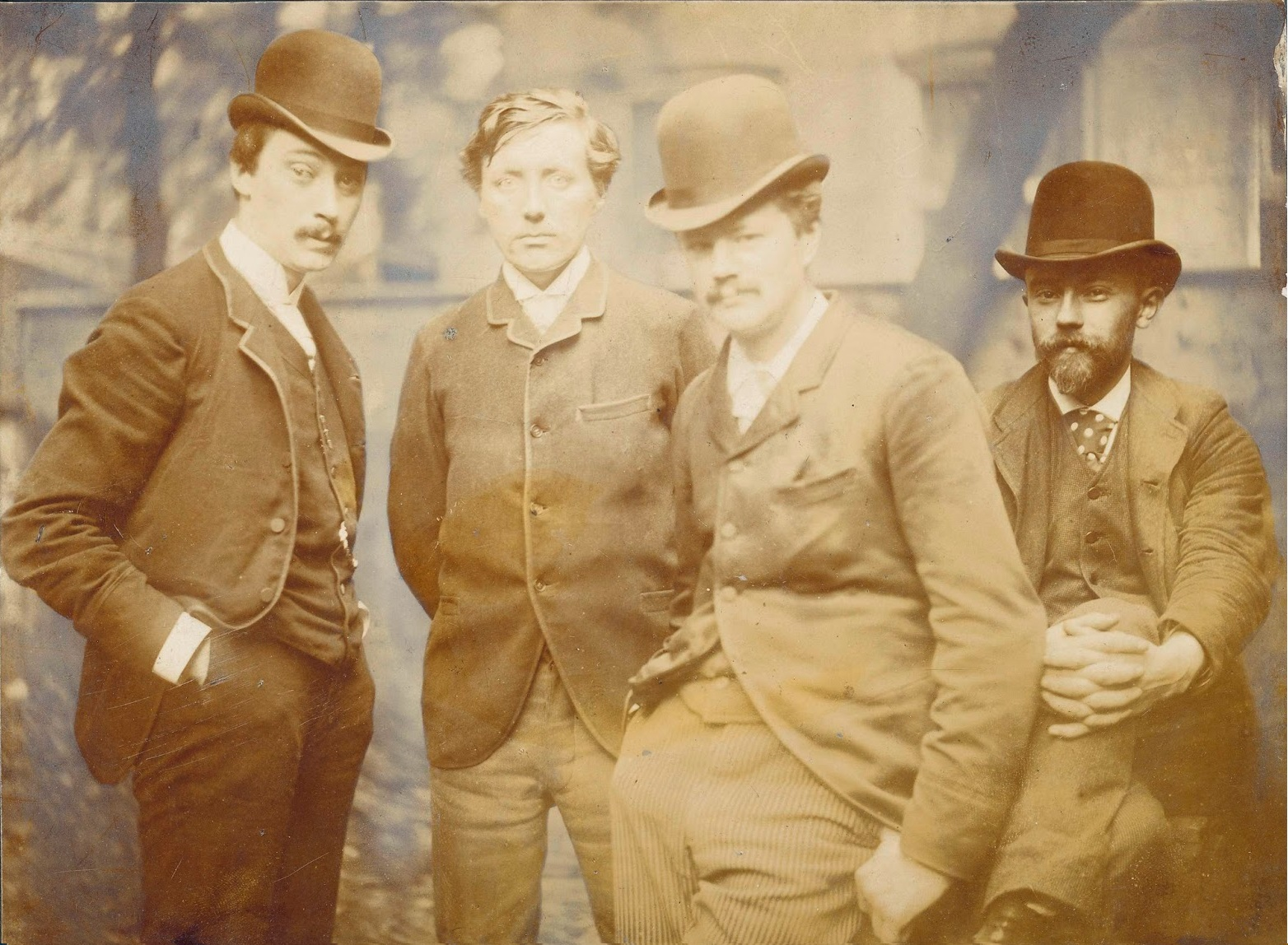
Cuatro de los tachtigers fotografiados hacia 1888. De izquierda a derecha: el pintor y fotógrafo Willem Witsen (1860-1923), el poeta Willem Kloos (1859-1938), el escritor Hein Boeken (1861-1933) y el pintor Maurits van der Valk (1857-1935).

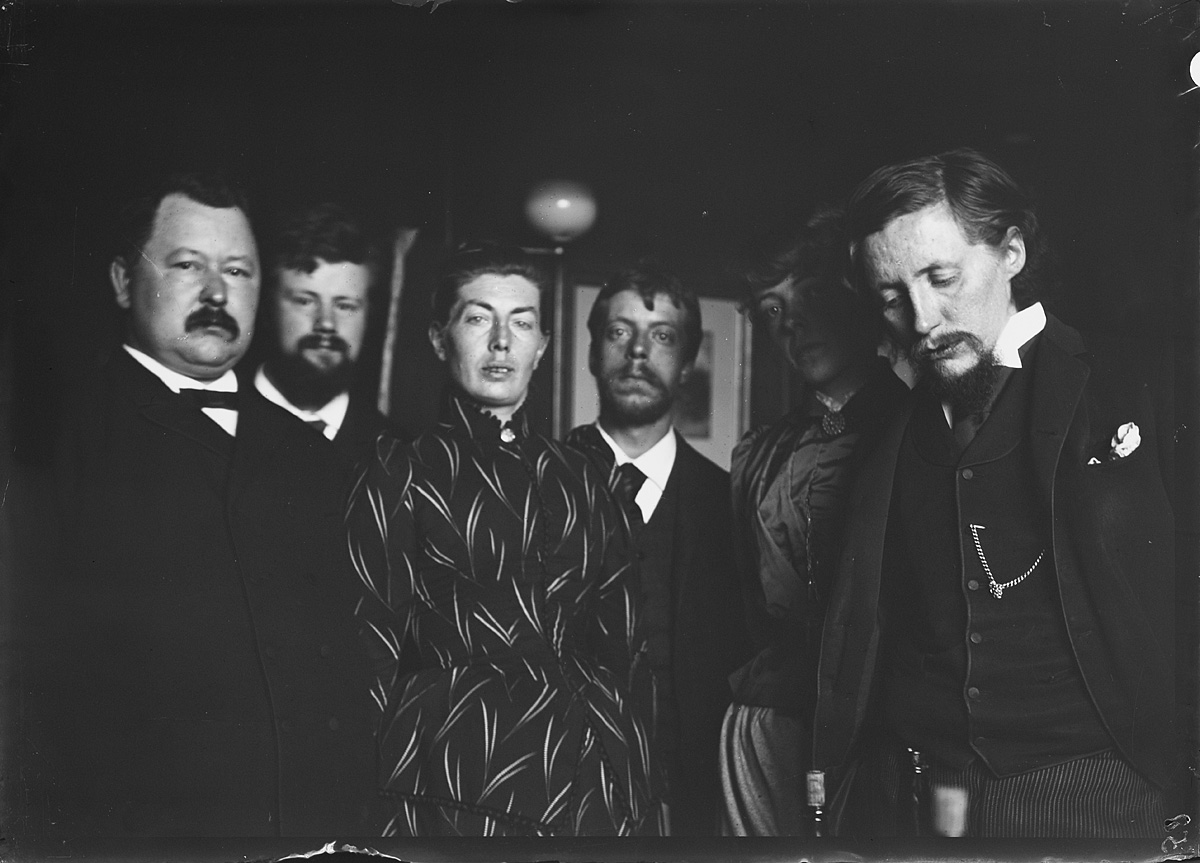
Seis de los tachtigers fotografiados en 1891. De izquierda a derecha: el editor Willem Versluys (1851-1937), Hein Boeken, la sufragista y filántropo Annette Versluys-Poelman (1853-1914), el químico y escritor Charles van Deventer (1860-1931), la escritora Mieb Pijnappel (1859-1925) y Willem Kloos. En esa fecha, Pijnappel y Kloos estaban comprometidos; al poco rompieron y Mieb cayó en una depresión que obligó a internarla.

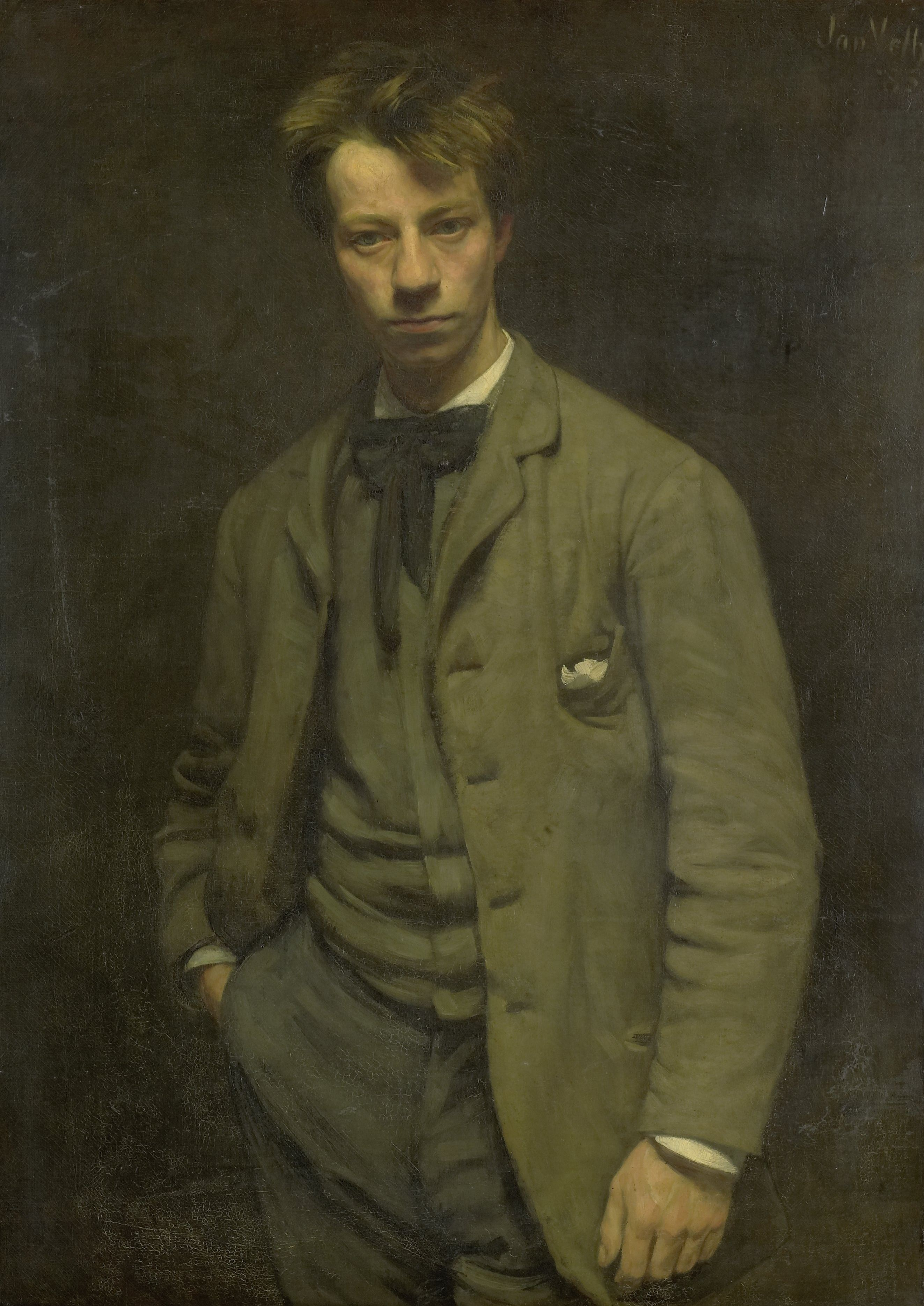
Retrato de Albert Verwey, por Jan Veth (1885).

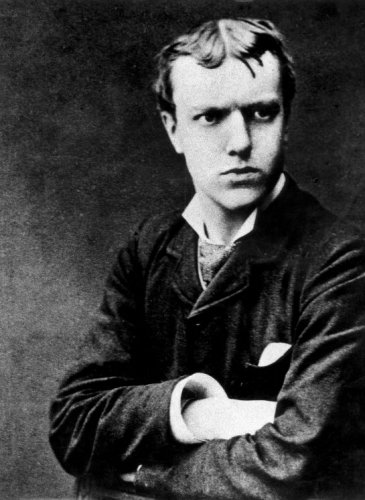
Fotografía de Lodewijk van Deyssel en 1882.

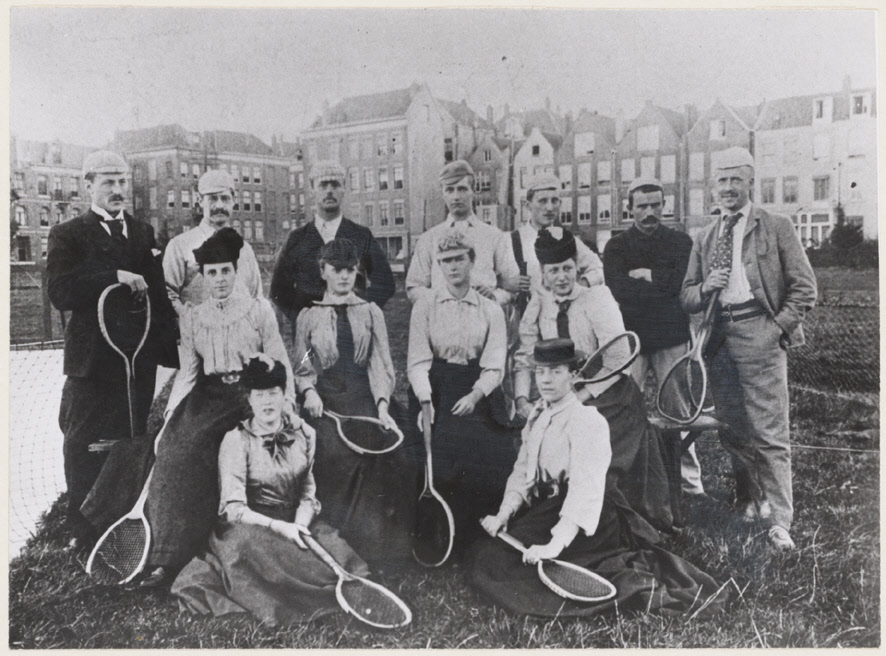
El poeta Herman Gorter, el pintor Floris Arntzenius (1864-1925), la escritora Jacqueline van der Waals (1868-1922) y otros, fotografiados en un club de tenis en 1891.

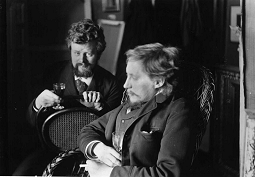
Hein Boeken y Willem Kloos fotografiados en 1892.

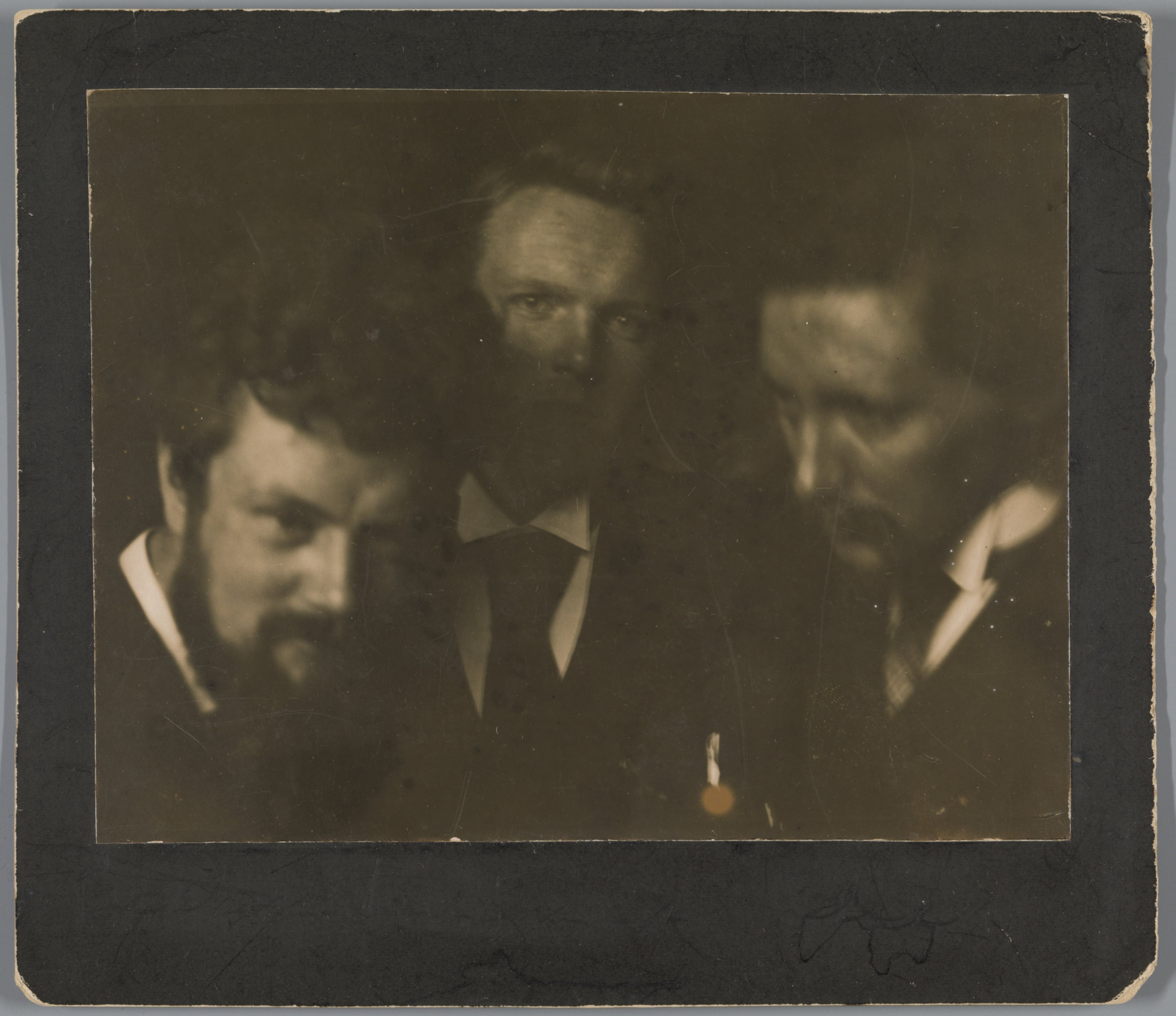
Boeken, Tideman y Kloos fotografiados en 1886.

Tachtigers ("los de los ochenta" en lengua neerlandesa), o Beweging van Tachtig ("movimiento de los ochenta"), fueron un influyente círculo o grupo literario radical holandés que, en torno a la década de 1880 y con centro en la ciudad de Ámsterdam, desarrolló una nueva aproximación a la literatura del siglo XIX. Sus miembros mantuvieron contacto entre ellos al modo de una generación literaria (son coetáneos, comparten influencias, se relacionan, comparten medios de expresión y reaccionan frente al ambiente cultural existente distanciándose de él).
Se manifestaban contrarios al estilo que percibían como formalista y pulido de la literatura de éxito comercial en su época, particularmente favorecida por la revista literaria De Gids ("la guía"). Los tachtigers insistían en que el estilo debía coincidir con el contenido y que las emociones íntimas y viscerales solo pueden expresarse usando una escritura íntima y visceral. Para guiarse en ese propósito, buscaban inspiración en las obras de Shakespeare, en los escritores naturalistas y en los pintores impresionistas.
Como De Gids seguía rechazando la mayor parte de los textos que ellos remitían, los tachtigers fundaron su propia revista literaria para competir con ella. La llamaron De Nieuwe Gids ("la nueva guía"), que comenzó a publicarse en octubre de 1885. Dos de los editores fundadores y que publicaron frecuentemente en ella fueron el poeta y crítico Willem Kloos (1859-1938) y el poeta, novelista, dramaturgo, ensayista y psiquiatra Frederik van Eeden (1860-1932), que todavía son considerados dentro del canon de la literatura holandesa. Los otros tres fundadores fueron Frank van der Goes (1859-1939), Willem Paap (1856-1923) y Albert Verwey (1865-1937).
Otros destacados tachtigers que publicaron en De Nieuwe Gids fueron el crítico literario Lodewijk van Deyssel (1864-1952) y el poeta Herman Gorter (1864-1927), autor del poema épico Mei (1889), que fue probablemente el autor más leído del grupo (el poema comienza con el verso Een nieuwe lente en een nieuw geluid -"una nueva primavera y un nuevo sonido"-). Posteriormente fue uno de los miembros fundadores del Partido Socialdemócrata y se convirtió en uno de los más destacados teóricos del movimiento socialista en su tendencia denominada comunismo consejista.
Otro destacado novelista, Louis Couperus (1863-1923), publicó su primera novela en 1889 profundamente influenciado por los tachtigers; y, aunque no frecuentaba los círculos sociales de Ámsterdam del grupo, se le suele listar con ellos.